# Signes (film)
Pour les articles homonymes, voir Signes.
Pour plus de détails, voir Fiche technique et Distribution.
Signes (Signs) est un film américain de science-fiction réalisé par M. Night Shyamalan, sorti en 2002.

## Synopsis
La famille Hess, établie à Doylestown, dans le comté de Bucks en Pennsylvanie, traverse une bien sombre période. Après la mort de sa femme dans un accident de la route, le père, Graham Hess, a perdu la foi et rendu sa charge de pasteur. Tout en s'occupant de sa ferme, il tente d'élever de son mieux ses deux enfants, Morgan et Bo, aidé de son jeune frère Merrill, une ancienne gloire du baseball.
Un matin, la petite famille découvre dans ses champs de gigantesques agroglyphes. D'abord convaincus d'un canular, Graham et Merrill s'aperçoivent que quelque chose les épie et rôde dans leurs champs la nuit. Très vite, les Hess doivent se rendre à l'évidence : ces mystérieux agroglyphes ne sont pas le fruit d'un quelconque hasard, mais les signes d'une invasion extraterrestre imminente.

## Fiche technique
Sauf indication contraire, les informations mentionnées dans cette section peuvent être confirmées par les bases de données cinématographiques IMDb et Allociné,  présentes dans la section « Liens externes ».
- Titre original : Signs
- Titre français et québécois : Signes[1]
- Réalisation et scénario : M. Night Shyamalan
- Musique : James Newton Howard
- Direction artistique : Keith P. Cunningham
- Décors : Larry Fulton
- Costumes : Ann Roth
- Photographie : Tak Fujimoto
- Son : Lee Dichter, Richard King, Michael Semanick
- Montage : Barbara Tulliver
- Production : Frank Marshall, Sam Mercer et M. Night Shyamalan
  - Production déléguée : Kathleen Kennedy
- Sociétés de production : Blinding Edge Pictures et The Kennedy/Marshall Company, présenté par Touchstone Pictures
- Société de distribution : Buena Vista Pictures (États-Unis)
- Budget : 62 millions de $[2] ; 72 millions de $[3]
- Pays de production :  États-Unis
- Langues originales : anglais, portugais
- Format : couleur (DuArt / Technicolor) — 35 mm — 1,85:1 (Panavision) — son Dolby Digital EX / SDDS / DTS
- Genre : science-fiction, drame, thriller
- Durée : 106 minutes
- Dates de sortie[4] :
  - États-Unis, Québec : 2 août 2002[1]
  - Suisse romande : 11 septembre 2002[5]
  - France, Belgique : 16 octobre 2002[6],[7]
- Classification :
  - États-Unis : accord parental recommandé, film déconseillé aux moins de 13 ans (PG-13 - Parents Strongly Cautioned)[N 1]
  - France : tous publics[8]
  - Belgique : tous publics (Alle Leeftijden)[7]
  - Suisse romande : interdit aux moins de 12 ans[9]
  - Québec : tous publics - déconseillé aux jeunes enfants (G - General Rating)[1]

## Distribution
- Mel Gibson (VF : Jacques Frantz - VQ : Hubert Gagnon) : Graham Hess
- Joaquin Phoenix (VF : Bruno Choël - VQ : Antoine Durand) : Merrill Hess
- Rory Culkin (VF : Jules Sitruk - VQ : Xavier Dolan) : Morgan Hess
- Abigail Breslin (VF : Claire Bouanich - VQ : Charlotte Mondoux) : Bo Hess
- Cherry Jones (VF : Anne Jolivet - VQ : Marie-Andrée Corneille) : Caroline Paski
- Patricia Kalember : Colleen Hess
- Merritt Wever : Tracey Abernathy
- Lanny Flaherty (VQ : Vincent Davy) : M. Nathan
- Marion McCorry : Mme Nathan
- Michael Showalter (VF : Bernard Métraux - VQ : Pierre Auger) : Lionel Prichard
- Rhonda Overby (VF : Yumi Fujimori) : Sarah Hughes
- Angela Eckert : la vendeuse
- M. Night Shyamalan (VF : Bernard Gabay - VQ : Gilbert Lachance) : Ray Reddy
- Derek Mears : l'alien (non-crédité)

## Production

### Genèse et développement

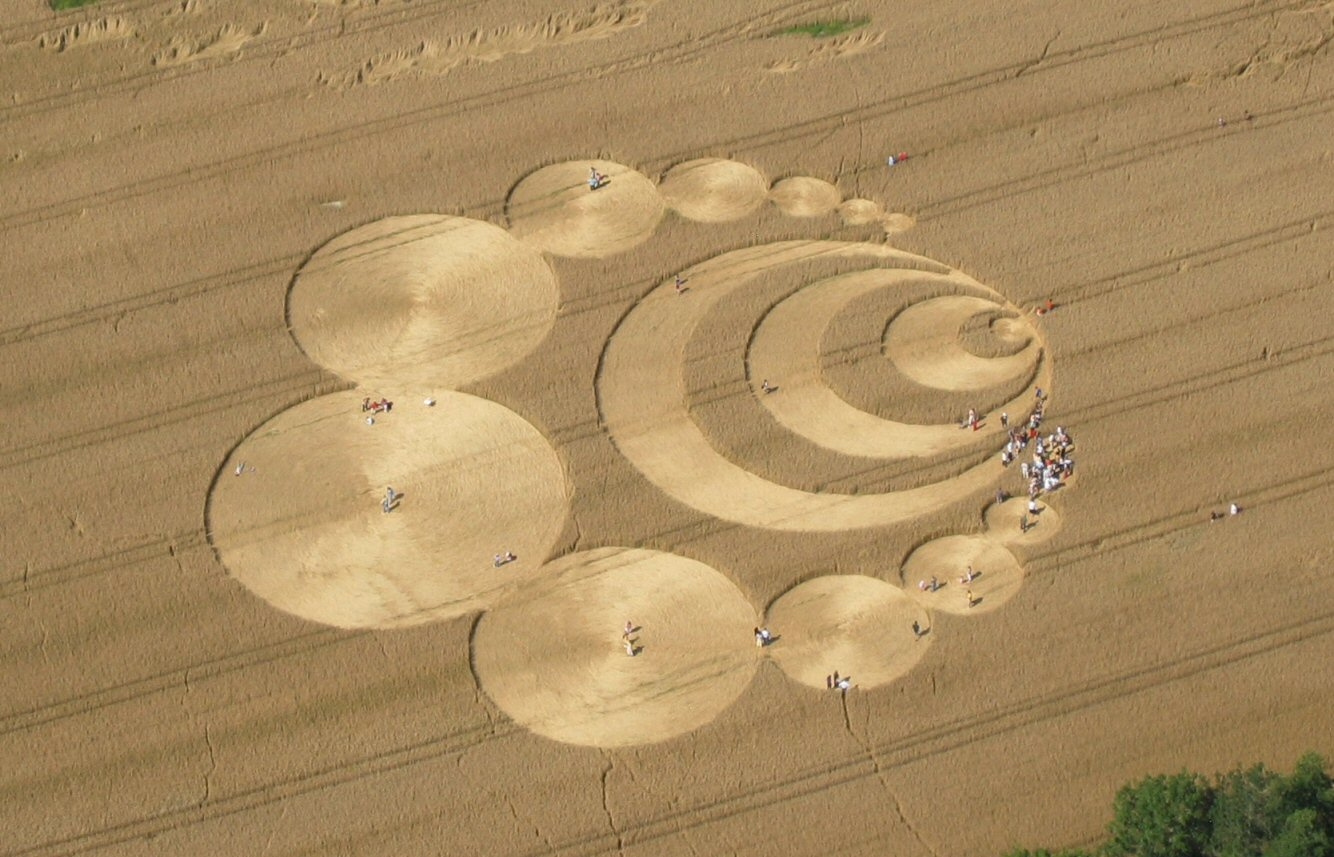
Exemple de cercle de culture en Suisse

Le scénario tourne autour des cercles de culture ou agroglyphes (en anglais crop circles). Le réalisateur et scénariste M. Night Shyamalan déclare à ce sujet : « J'éprouve une véritable fascination pour ce sujet. Il m'interpelle. Mais dans ce film, ces phénomènes ne sont que le début, le premier signe. C'est à partir de leur apparition que commence vraiment l'histoire. Beaucoup de choses ont été dites sur les crop circles. On a prétendu qu'il s'agissait d'une blague planétaire ou de repères géographiques pour les extraterrestres. Personne n'a la réponse pour le moment et le mystère est là. L'idée était de confronter ces phénomènes à un homme qui affronte ses propres démons ».

### Attribution des rôles
Mark Ruffalo devait à l'origine tenir le rôle de Merrill Hess. Mais en raison d'une opération chirurgicale, il a dû être remplacé peu de temps avant le début du tournage par Joaquin Phoenix.

### Tournage
Le tournage s'est déroulé principalement en Pennsylvanie, notamment dans le comté de Bucks. La ferme a été construite au Delaware Valley College.
Pour les cercles de culture, M. Night Shyamalan a tenu à n'utiliser aucun effet spécial numérique. L'un des membres de l'équipe, James Breen, explique : « nous avions vu dans des reportages que les mystificateurs utilisaient des cordes, une échelle et des planches. Nous avons fait exactement pareil. Au centre de la zone, on dresse l'échelle ; de son sommet, on tend la corde au rayon voulu pour définir le périmètre, puis avec des planches, on couche le maïs en avançant comme la trotteuse d'une montre. Notre crop circle faisait environ soixante-dix mètres de diamètre. Nous avons souffert physiquement parce qu'il faut beaucoup de force pour plier un pied de maïs, et nous en avons plié des milliers ».
Comme dans certains de ses précédents film, le réalisateur M. Night Shyamalan apparaît aussi dans Signes. Il incarne ici Ray Reddy. Il explique : « Ce n'est pas un rôle très long à l'image, mais il est important. J'avais une peur bleue, mais comme à chaque fois que quelque chose m'effraie, je veux le faire. Jouer face à Mel Gibson est intimidant, mais il s'est montré généreux et sécurisant ». Mel Gibson raconte que « L'expérience était étonnante. En tant que réalisateur, Night sait toujours ce qu'il veut, il écoute, encourage, motive avec beaucoup d'humanité. Le retrouver soudain acteur, plus vulnérable, donnait vraiment envie de l'appuyer. Il s'est montré surprenant. On a travaillé quelques prises, la cinquième était parfaite ».

### Musique
Albums de James Newton Howard
Amours suspectes
(2002) Big Trouble
(2002)
La musique du film est composée par James Newton Howard, qui avait déjà collaboré avec le réalisateur pour Sixième Sens (1999) et Incassable (2000).
| 1.  | Main Titles               | 1:45 |
| 2.  | First Crop Circles        | 3:15 |
| 3.  | Roof Intruder             | 2:20 |
| 4.  | Brazilian Video           | 1:56 |
| 5.  | In the Cornfield          | 5:40 |
| 6.  | Baby Monitor              | 1:07 |
| 7.  | Recruiting Office         | 2:07 |
| 8.  | Throwing a Stone          | 5:47 |
| 9.  | Boarding Up the House     | 3:00 |
| 10. | Into the Basement         | 5:23 |
| 11. | Asthma Attack             | 3:42 |
| 12. | The Hand of Fate - Part 1 | 5:32 |
| 13. | The Hand of Fate - Part 2 | 3:47 |

## Accueil

### Promotion
Pour préserver le suspense du film, M. Night Shyamalan a demandé aux journalistes de ne pas trop dévoiler l'intrigue. Ainsi, on peut lire dans le dossier de presse :

« Nous avons tous créé ce film avec l'idée de surprendre, de distraire et d'émouvoir. Signes est un voyage qui repose en grande partie sur la surprise. Les acteurs, les techniciens, tous ceux qui se sont investis dans ce film ainsi que moi-même vous serions infiniment reconnaissants de ne pas dévoiler les éléments autres que ceux contenus dans ce dossier de presse. Pour le plaisir de ceux qui découvriront Signes, je vous remercie sincèrement. »

— M. Night Shyamalan

### Accueil critique
Le film reçoit globalement de bonnes critiques. Sur l'agrégateur Rotten Tomatoes, il obtient 74 % d'opinions favorables, pour 226 critiques recensées. Sur Metacritic, le film récolte une moyenne un peu plus basse de 59/100, pour 36 critiques.
Sur le site français AlloCiné, Signes a une moyenne de 3,3/5 pour 23 titres de presse. Du côté des critiques positives, Vincent Malausa du site Chronic'art (qui donne la note de 5/5) écrit notamment que le réalisateur « est aussi un auteur dont les obsessions n'ont sûrement pas fini de nous hanter ». Dans Les Inrockuptibles, Frédéric Bonnaud pense que Shyamalan « est le dernier cinéaste américain à œuvrer dans le spectacle le plus majoritaire tout en restant un maître enchanteur ». Pour Stéphane Moïssakis de Mad Movies, c'est « du cinéma rare et précieux ». Dans le magazine Première, Gérard Delorme écrit « On n'est pas obligé de croire en Dieu, mais il faut être aveugle ou de mauvaise foi pour ne pas voir l'extraordinaire capacité de Shyamalan à organiser des images qui nous font croire en l'incroyable ». Charles Tesson des Cahiers du cinéma pense que « Cette alliance opportune entre un réel talent de mise en scène et un savoir théorique sur le capital fonctionnel du cinéma américain contribue à la qualité générale du cinéma de Shyamalan ».
Certaines critiques sont plus partagées, comme celle de François Forestier dans Le Nouvel Observateur : « M. Night Shyamalan établit une atmosphère lourde avec virtuosité. Et gâche tout : l'histoire a été écrite avec des semelles de plomb ». Pierre Vavasseur du Parisien regrette que « le scénario dérape vers le mysticisme, à la limite du ridicule » et pense que « le réalisateur devrait changer de recettes ».

### Box-office
Avec un budget de 72 000 000 $, Signes a remporté pas moins de 227 000 000 $ aux États-Unis, et 408 000 000 $ au niveau mondial.
| Pays ou région    | Box-office        | Date d'arrêt du box-office | Nombre de semaines |
| ----------------- | ----------------- | -------------------------- | ------------------ |
| États-Unis Canada | 227 966 634 $     | 6 février 2003             | 27                 |
| France            | 2 059 812 entrées | 27 novembre 2002           | 7                  |
| Total mondial     | 408 247 917 $     | -                          | -                  |

## Distinctions

### Distinctions2002
| Distinctions 2002 du film Signes      | Distinctions 2002 du film Signes                        | Distinctions 2002 du film Signes            | Distinctions 2002 du film Signes | Distinctions 2002 du film Signes |
| Évènements                            | Catégorie / Récompense                                  | Nommé(es) / Lauréat(es)                     | Résultats                        |                                  |
| ------------------------------------- | ------------------------------------------------------- | ------------------------------------------- | -------------------------------- | -------------------------------- |
| Golden Schmoes Awards                 | Film préféré de l'année                                 | Signes                                      | Nomination                       |                                  |
| Golden Schmoes Awards                 | Meilleur film d'horreur de l'année                      | Signes                                      | Nomination                       |                                  |
| Golden Schmoes Awards                 | Meilleur film de science-fiction de l'année             | Signes                                      | Nomination                       |                                  |
| Golden Schmoes Awards                 | Meilleur réalisateur de l'année                         | M. Night Shyamalan                          | Nomination                       |                                  |
| Golden Schmoes Awards                 | Meilleur acteur de l'année                              | Mel Gibson                                  | Nomination                       |                                  |
| Golden Schmoes Awards                 | Meilleur acteur dans un second rôle de l'année          | Joaquin Phoenix                             | Nomination                       |                                  |
| Golden Schmoes Awards                 | Meilleur scénario de l'année                            | M. Night Shyamalan                          | Nomination                       |                                  |
| Golden Schmoes Awards                 | Affiche de cinéma préférée de l'année                   | Signes                                      | Nomination                       |                                  |
| Golden Schmoes Awards                 | Meilleure bande-annonce de l'année                      | Signes                                      | Nomination                       |                                  |
| Golden Schmoes Awards                 | Meilleure musique dans un film                          | Signes                                      | Nomination                       |                                  |
| Golden Schmoes Awards                 | Meilleure réplique de l'année                           | « éloigne-toi Merrill, éloigne-toi »        | Nomination                       |                                  |
| Golden Schmoes Awards                 | Scène la plus mémorable d'un film                       | séquence de la vidéo de fête d'anniversaire | Nomination                       |                                  |
| Golden Trailer Awards                 | Meilleure bande-annonce d’un film dramatique            | Signes                                      | Nomination                       |                                  |
| Golden Trailer Awards                 | Meilleure bande-annonce d'un film d'horreur ou thriller | Signes                                      | Nomination                       |                                  |
| Las Vegas Film Critics Society Awards | Jeunesse au cinéma                                      | Rory Culkin                                 | Nomination                       |                                  |
| Prix Bogey                            | Prix Bogey.                                             | Signes                                      | Lauréat                          |                                  |
| Prix Bram-Stoker                      | Meilleur scénario                                       | M. Night Shyamalan                          | Nomination                       |                                  |
| Rondo Hatton Classic Horror Awards    | Meilleur film de genre                                  | M. Night Shyamalan                          | Nomination                       |                                  |

### Distinctions2003
| Distinctions 2003 du film Signes                                     | Distinctions 2003 du film Signes                                        | Distinctions 2003 du film Signes                                   | Distinctions 2003 du film Signes | Distinctions 2003 du film Signes |
| Évènements                                                           | Catégorie / Récompense                                                  | Nommé(es) / Lauréat(es)                                            | Résultats                        |                                  |
| -------------------------------------------------------------------- | ----------------------------------------------------------------------- | ------------------------------------------------------------------ | -------------------------------- | -------------------------------- |
| Academy of Science Fiction, Fantasy and Horror Films - Saturn Awards | Meilleur film de science-fiction                                        | Signes                                                             | Nomination                       |                                  |
| ASCAP Film and Television Music Awards                               | Compositeurs du meilleur film au box-office                             | James Newton Howard                                                | Lauréat                          |                                  |
| Christopher Awards                                                   | Meilleur film                                                           | Kathleen Kennedy, Frank Marshall, Sam Mercer et M. Night Shyamalan | Lauréat                          |                                  |
| Empire Awards                                                        | Meilleur réalisateur                                                    | M. Night Shyamalan                                                 | Nomination                       |                                  |
| Fangoria Chainsaw Awards                                             | Meilleur film à large diffusion                                         | Signes                                                             | Nomination                       |                                  |
| Fangoria Chainsaw Awards                                             | Pire film                                                               | Signes                                                             | Nomination                       |                                  |
| Fangoria Chainsaw Awards                                             | Meilleure acteur                                                        | Mel Gibson                                                         | Nomination                       |                                  |
| International Online Cinema Awards (INOCA)                           | Meilleur mixage de son                                                  | Lee Dichter, Tod A. Maitland et Michael Semanick                   | Nomination                       |                                  |
| Online Film Critics Society Awards                                   | Meilleur scénario original                                              | M. Night Shyamalan                                                 | Nomination                       |                                  |
| Online Film Critics Society Awards                                   | Meilleure musique originale                                             | James Newton Howard                                                | Nomination                       |                                  |
| Online Film Critics Society Awards                                   | Meilleur son                                                            | Richard King                                                       | Nomination                       |                                  |
| Phoenix Film Critics Society Awards                                  | Meilleur jeune acteur dans un rôle principal ou dans un second rôle     | Rory Culkin                                                        | Nomination                       |                                  |
| Phoenix Film Critics Society Awards                                  | Meilleure jeune actrice dans un rôle principal ou dans un second rôle   | Abigail Breslin                                                    | Nomination                       |                                  |
| Satellite Awards                                                     | Meilleur son                                                            | Richard King                                                       | Nomination                       |                                  |
| SFX Awards                                                           | Meilleur réalisateur de film de science-fiction ou fantastique          | M. Night Shyamalan                                                 | Nomination                       |                                  |
| Teen Choice Awards                                                   | Meilleur film d'horreur / thriller                                      | Signes                                                             | Nomination                       |                                  |
| Young Artist Awards                                                  | Meilleur film fantastique                                               | Signes                                                             | Nomination                       |                                  |
| Young Artist Awards                                                  | Meilleur jeune acteur dans un long métrage                              | Rory Culkin                                                        | Nomination                       |                                  |
| Young Artist Awards                                                  | Meilleure jeune actrice âgée au maximum de 10 ans ou moins dans un film | Abigail Breslin                                                    | Nomination                       |                                  |

### Sélections
- Festival du cinéma américain de Deauville 2002 : premières - hors compétition pour M. Night Shyamalan

## Éditions en vidéo
- En France, le film Signes est sorti en DVD le 24 avril 2003[21]. Par la suite, il est sorti en Blu-ray le 11 juin 2008[22]. Le film est également sorti en VOD le 1er février 2016[6]. À la suite des évolutions techniques afin d'améliorer la qualité d'image et de sons, le film sort dans une édition 4K Ultra HD + Blu-ray le 4 décembre 2024[23] ainsi que dans une édition boîtier steelBook 4K Ultra HD + Blu-ray le 31 décembre 2024[24].
- Au Québec, le film est sorti en DVD le 7 janvier 2003[25].

## Commentaires

### Analyse
Le titre du film est à double lecture : les signes dont il est question sont à la fois les signes tracés dans les champs par les extraterrestres, et les signes informels qui nourrissent la foi des protagonistes et les guident dans leurs actions. Les « signes » jalonnent l'ensemble du film, dont les clés et les explications sont presque toutes révélées à la fin du film. Parmi les « signes », on peut noter :
- Bo, la petite fille de la famille, laisse traîner des verres d'eau à moitié remplis dans toute la maison, sous prétexte qu'elle est « contaminée ». Lorsque Graham et Merrill se battent contre un extraterrestre et lui renversent accidentellement un verre d'eau, ils découvrent que l'eau brûle profondément leur peau.
- Quand ils regardent le livre sur les extraterrestres, les enfants de Graham remarquent que leur maison est étrangement similaire à celle représentée sur une image représentant une maison en feu, attaquée par un vaisseau extraterrestre. Une corrélation accentuée par la présence de trois cadavres au pied de la maison (un adulte et deux enfants).
- Merrill est réputé pour être un joueur de base-ball ayant pu faire carrière chez les pros s'il ne se contentait pas de juste « balancer » la batte (frapper de toutes ses forces, peu importe la balle). Une qualité dont la « seule » utilité sera de permettre à Merrill de combattre l'extraterrestre ayant pénétré dans leur maison, à la fin.

On peut aussi interpréter le film d'une toute autre manière, en effet, le film ne nous montre pas explicitement que les extraterrestres sont des ennemis. Les spectateurs suivent donc le raisonnement des héros du film sans remettre en question la raison de la présence des extraterrestres. Dans ce cas là, il peut s'agir d'une volonté de Shyamalan de montrer la crédulité d'une famille moyenne des États-Unis qui vit loin de la ville et dont le seul moyen de communiquer est la radio. De plus, lorsque Morgan se réveille de sa crise d'asthme, il demande si quelqu'un l'a sauvé, Graham pense que c'est Dieu mais il peut s'agir de l'extraterrestre qui a vaporisé un produit sur l'enfant. Cette interprétation donne donc une profondeur certaine au film et permet de critiquer la famille moyenne américaine ainsi que son rapport aux médias mais aussi la crédulité des spectateurs qui ne remettent pas en cause la vision des personnages.

### Thèmes
La foi (pas la croyance) peut être une clé de lecture du film (et de plusieurs autres films de M. Night Shyamalan) : Graham Hess a perdu la foi à la suite de l'accident de voiture de sa femme qui y a laissé la vie, puis la retrouve à la fin (qui est révélée en toute subtilité, sans dialogue, sur la dernière image du film où l'on voit Graham Hess en habits de pasteur).
En ce sens, les extraterrestres sont une toile de fond, un thème d'arrière-plan, dont la présence sert à mettre la foi à l'épreuve de la peur.